# Ceyranbatan
Ceyranbatan è un comune dell'Azerbaigian situato nel distretto di Abşeron. Conta una popolazione di 5.969 abitanti.